# Battaglia di Fossano
La battaglia di Fossano è stato uno scontro tra le forze francesi del generale Paul Grenier e le forze imperiali austriache del generale Gottesheim, avvenuto nel contesto della guerra della Seconda coalizione. Nel tentativo di rallentare l'avanzata austriaca verso la città di Cuneo, i francesi di Grenier intercettarono e sconfissero una delle divisioni in cui si era frazionato l'esercito di von Melas.

## Contesto storico
Le forze coalizzate stavano conducendo un'ottima campagna nell'Italia settentrionale, avendo già strappato ai francesi il possesso di Emilia-Romagna, Lombardia e buona parte del Piemonte. Dopo la battaglia della Trebbia, che aveva momentaneamente posto fine alla minaccia di una controffensiva francese, le forze di Suvorov si erano concentrate nella conquista delle varie roccaforti piemontesi e lombarde che ancora ospitavano guarnigioni francesi. Dopo Torino, Mantova ed Alessandria, il bersaglio era diventato Tortona, ormai divenuta cruciale per prevenire una rapida avanzata francese verso la Lombardia. Per impedire che la città cadesse sotto l'assedio, il nuovo comandante dell'Armata d'Italia, Joubert, tentò di trattenere le forze austro-russe presso Novi, nella speranza che l'arrivo dei rinforzi di Championnet portasse alla definitiva sconfitta di Suvorov. Il maresciallo russo anticipò i francesi e li ingaggio: Joubert morì nelle prime fasi del combattimento e i francesi, nonostante una strenua resistenza, vennero sconfitti e forzati ad abbandonare la città di Novi. Tortona, rimasta isolata, si arrese dopo un mese di assedio.

## Antefatti
I russi vennero richiamati dall'imperatore austriaco e mandati in Svizzera, nonostante le iniziali proteste di Suvorov, che riteneva la manovra poco sensata da un punto di vista militare. Infatti, l'attuazione di questo piano era dovuto più a ragioni di tipo politico che ad una strategia militare sensata.

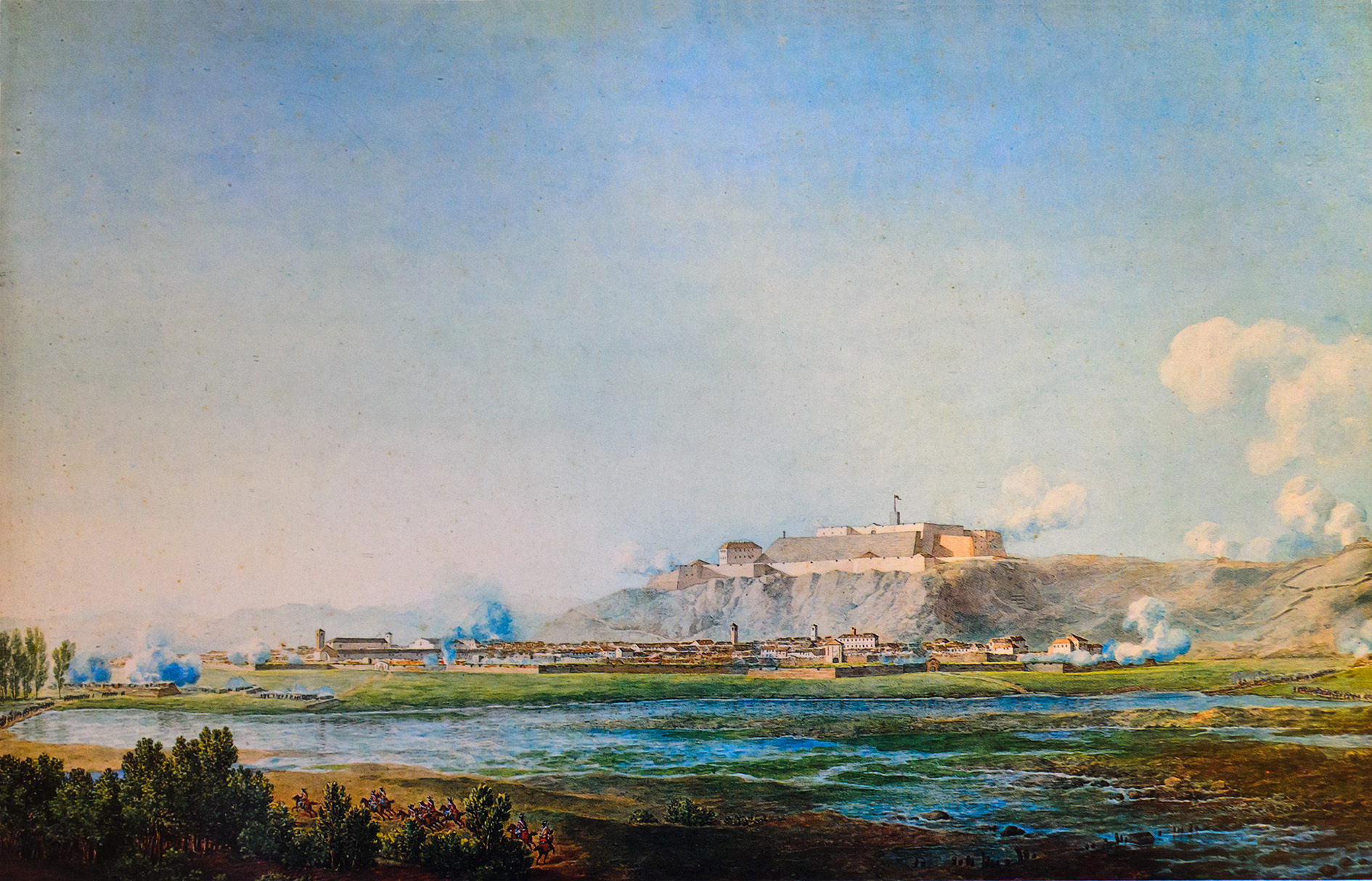
La città di Tortona sotto assedio da parte dei francesi nel 1796

Partito Suvorov, von Melas era diventato il comandante delle forze della coalizione in Italia e l'Austria era diventata padrona del nord del paese, lasciando in mano francese solo qualche fortezza in Piemonte e la Liguria. Parallelamente a ciò, le forze del generale francese Championnet stavano iniziando a scendere dai valichi alpini, conquistando alcune delle città del Piemonte occidentale. Al generale era stato chiaramente espresso il desiderio del Direttorio di mantenere Cuneo in saldo possesso francese, motivo per cui l'Armata delle Alpi iniziò a muoversi in direzione della città, al momento sotto la protezione dell'Armata d'Italia.
Championnet e Moreau volevano congiungere i due eserciti e creare una linea unica e compatta a schermare Cuneo. Allo stesso tempo, era necessario evitare che gli imperiali sfruttassero l'occasione per avvicinarsi alla città. Per questo motivo il generale Grenier fu incaricato di scendere in pianura con i suoi uomini e tenere impegnate le forze austriache.

## La battaglia

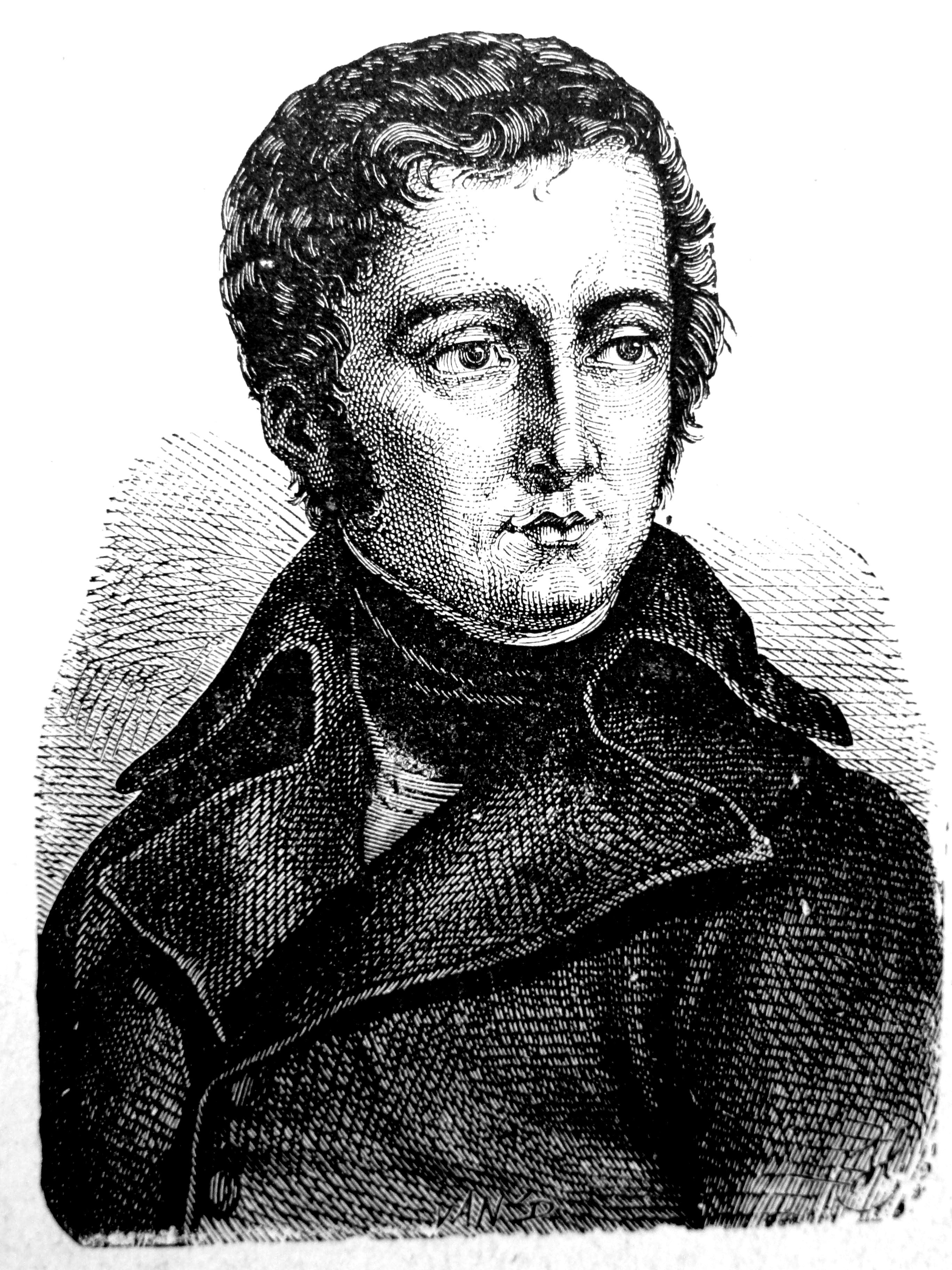
Il generale Grenier

Il 16 settembre, le avanguardie francesi, che da alcuni giorni marciavano dal campo principale di Villafalletto verso Savigliano, vennero fermate nei pressi di Vottignasco da uno dei tanti avamposti sparsi di Gottesheim. Un'altra numerosa colonna francese, guidata da Grenier insieme alle truppe dei Compans, uscì dai boschi presso il torrente Maira, occupò Saluzzo ed entrò nel paese di Savigliano, combattendo con gli austriaci tra le case e raggiungendo la piazza principale del paese. Gli austriaci furono totalmente sorpresi e si ritirarono a Marene, presso Bra, lasciando dietro di sé alcuni feriti e prigionieri. I francesi estesero poi l'occupazione fino a Fossano.

## Conseguenze
I francesi persero circa 200 uomini tra feriti, uccisi o dispersi, mentre 300 austriaci furono feriti o uccisi e circa 700 furono fatti prigionieri.
Venuto a sapere della sconfitta del suo sottoposto e della posizione esatta delle truppe francesi, von Melas si precipitò immediatamente verso di loro assieme al nucleo principale del suo esercito. Li ritrovò due giorni dopo non lontano da Fossano, nei pressi di Savigliano, dove vendicò la sconfitta subita da Gottesheim, infliggendo un buon numero di perdite alla divisione di Grenier.
Mentre tutto ciò accadeva, le forze di Championnet e di Moreau si riunirono nei pressi di Cuneo, formando una barriera tra la città stessa e le forze austriache. Scegliendo la via della prudenza, von Melas decise di non ingaggiare i francesi.